# Зелія (циклон)
Циклон «Зелія» (англ. Cyclone Zelia) — потужний тропічний циклон, який вплинув на Західну Австралію в середині лютого 2025 року. П'ятий названий шторм та п’ятий сильний тропічний циклон сезону циклонів в австралійському регіоні 2024–25 рр.

## Метеорологічна історія

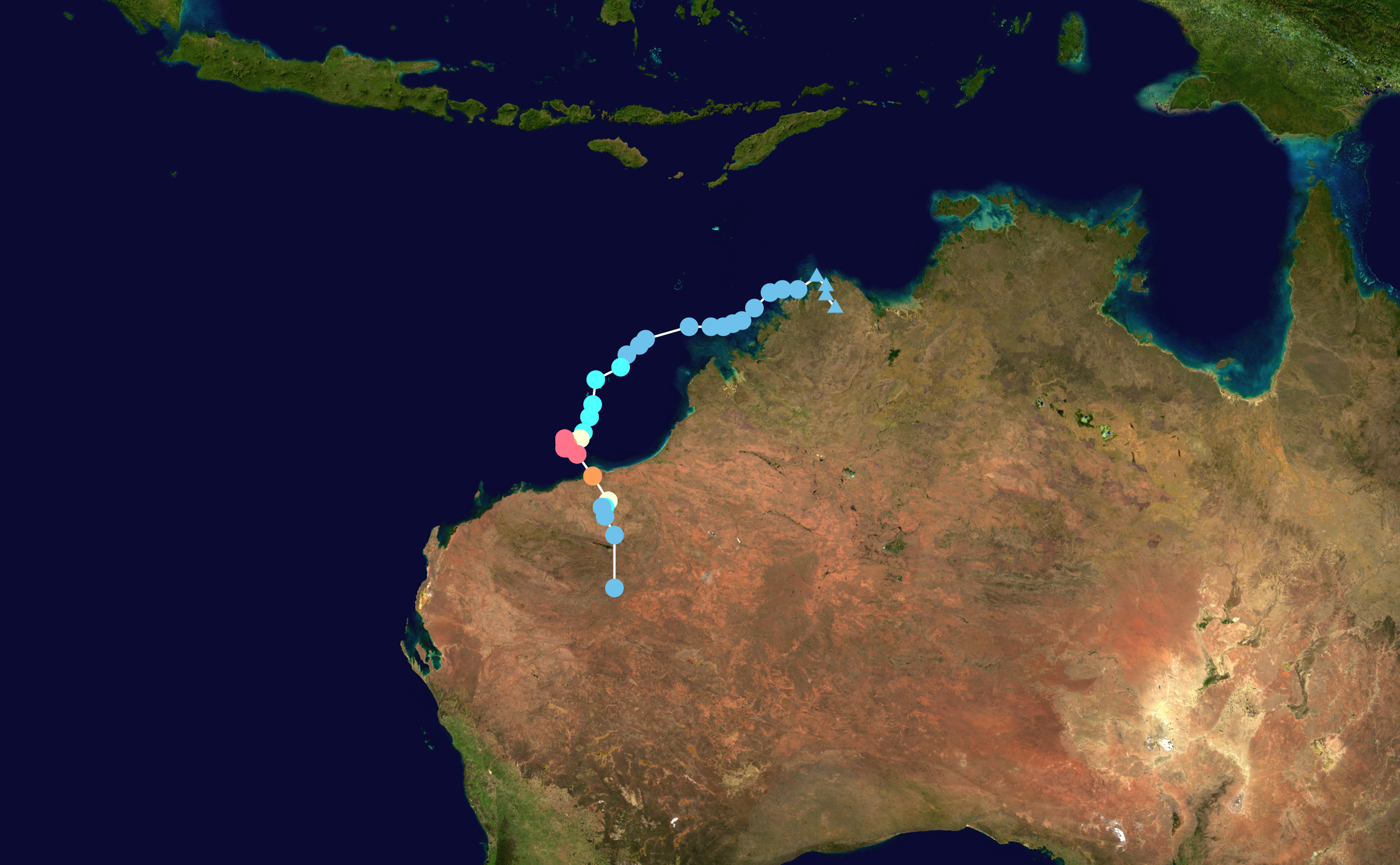
Карта шляху і інтенсивності Циклону Зелія

Тропічний мінімум, спочатку позначений як 18U, утворився 7 лютого поблизу регіону Кімберлі. Система відслідковувалась на південний-захід без істотних змін у найближчі дні. 11 лютого глибока конвекція посилилася над південно-західним квадрантом центру, і система повернула на південний-захід, коли хребет середнього рівня керував на схід. Незважаючи на те, що глибока конвекція була зміщена на південний-захід через зсув вітру, на захід від центру спостерігалися стійкі штормові вітри, що спонукало Бюро Метеорології (BoM) оновити систему до 1 категорії та присвоїла назву Зелія. Завдяки дуже теплій воді 31 °C (88 °F), циклон посилився до 2 категорії о 06:00 UTC 12 лютого. Циклон також зменшив свій рух на південь, оскільки він увійшов в середовище з низьким зсувом вітру.
Коли зсув вітру зменшився, циклон почав період швидкої інтенсифікації, і BОM підвищив його до сильного тропічного циклону 3 категорії пізніше того ж дня. Розташований між двома антициклонами, циклон продовжував повільно рухатися на захід. О 00:00 UTC 13 лютого циклон посилився до 4 категорії, а пізніше через шість годин до 5 категорії. Радіолокаційні зображення показали, що циклон пройшов цикл заміни очної стінки, але він зумів завершити його, перш ніж здійснити вихід на берег. О 00:00 UTC 14 лютого циклон досягл піку інтенсивності з тривалим вітром 205 км/год (125 миль/год) і барометричним тиском 927 гПа (27,37 дюйма рт. ст.). О 12:30 за північноєвропейським стандартним часом (04:30 UTC) циклон вийшов на берег за 34 милі (55 км) на північний-схід від Порт-Гедленда. Циклон швидко ослаб після виходу на берег, і пізніше того ж дня його інтенсивність впала нижче рівня тропічного циклону.

## Підготовка та вплив
У штаті закрили понад десяток шкіл. Через шторм будули відкриті два центри евакуації. Кілька автомагістралей були перекриті, а торгівля в портах Дампір і на острові Варан була припинена. Надзвичайне попередження про циклон було видано від Pardoo Roadhouse до Вім-Крік.